# Sphaerophoria knutsoni
Sphaerophoria knutsoni är en tvåvingeart som beskrevs av Ghorpade 1994. Sphaerophoria knutsoni ingår i släktet sländblomflugor, och familjen blomflugor. Inga underarter finns listade i Catalogue of Life.